# Anguilla reinhardtii
Anguilla reinhardtii es una especie de pez del género Anguilla, familia Anguillidae. Fue descrita científicamente por Steindachner en 1867.
Se distribuye por Asia y Oceanía: Nueva Guinea, este de Australia, incluida Tasmania, isla de Lord Howe y Nueva Caledonia. La longitud total (TL) es de 165 centímetros con un peso máximo de 22 kilogramos. Habita en pantanos, arroyos, lagos y lagunas costeras y su dieta se compone de crustáceos, moluscos, insectos acuáticos y terrestres y truchas.
Está clasificada como una especie marina inofensiva para el ser humano.